# سكورجيرة أطلسية
سكورجيرة أطلسية (الاسم العلمي:Securigera atlantica) هي نوع من النباتات يتبع جنس السكورجيرة من الفصيلة البقولية.